# Vlkolínec
Vlkolínec es una parte pintoresca de la ciudad de Ružomberok, históricamente una ciudad separada, en Eslovaquia incluida en la lista de la Unesco como Patrimonio de la Humanidad desde el año 1993. Fue establecido en el siglo XIV y después de 1882 pasó a formar parte de Ružomberok, en la región de Žilina. Tiene una altitud de 718 m s. n. m.
Vlkolínec es una de las diez villas eslovacas que tienen un estatus de pueblo a conservar. Se debe a que es modelo complejo e intacto de arquitectura popular de campo de esta región del norte de los Cárpatos, El pueblo comprende dos o tres casas del tipo cabina de troncos. También se ha conservado un campanario de madera del siglo XVIII. Su nombre probablemente derivó del eslovaco «vlk», esto es, lobo.